# West Fork Chandalar River
Der West Fork Chandalar River ist ein etwa 39 km langer rechter Nebenfluss des Teedriinjik River im Norden des US-Bundesstaats Alaska.

## Flusslauf
Der West Fork Chandalar River entspringt auf einer Höhe von etwa 670 m in einer Niederung zwischen den Kokrine-Hodzana Highlands im Süden und der Brookskette im Norden. Er fließt in östlicher Richtung und mündet schließlich in den Teedriinjik River (ehemals Chandalar River). 